# Berzelia galpinii
Berzelia galpinii är en tvåhjärtbladig växtart som beskrevs av Neville Stuart Pillans. Berzelia galpinii ingår i släktet Berzelia och familjen Bruniaceae. Inga underarter finns listade.